# Ág
Ág là một thị trấn thuộc hạt Baranya, Hungary. Thị trấn này có diện tích 12,03 km², dân số năm 2010 là 179 người, mật độ 15 người/km².